# Marin Plăeșu
Marin Plăeșu – rumuński bokser, srebrny medalista Mistrzostw Europy z roku 1930.

## Kariera
W czerwcu 1930 zdobył brązowy medal na Mistrzostwach Europy, w kategorii koguciej. W półfinale pokonał na punkty Szweda Lennarta Bohmana, a w finale przegrał na punkty z Węgrem Jánosem Szélesem.